# Gavin Bazunu
Gavin Okeroghene Bazunu (Dublino, 20 febbraio 2002) è un calciatore irlandese di origini nigeriane, portiere del Southampton e della nazionale irlandese.

## Caratteristiche tecniche
È un portiere di stampo moderno, dotato di buoni riflessi e agilità, nonché di notevoli abilità nell'impostazione del gioco e intelligenza.

## Carriera

### Club

#### Gli inizi allo Shamrock Rovers
Nato a Dublino, Bazunu ha iniziato a giocare e farsi notare nel settore giovanile dello Shamrock Rovers, una delle squadre più celebri della capitale irlandese. La sua crescita precoce lo ha portato a scalare molto rapidamente le gerarchie, e in breve tempo il portiere è stato aggregato alla prima squadra dei Hoops, nonostante la giovanissima età.
In seguito a un calo di rendimento del titolare Tomer Chencinski, l'allenatore dello Shamrock Rovers Stephen Bradley ha deciso di promuovere titolare Bazunu, che ha così esordito nella prima divisione irlandese il 9 giugno 2018, ad appena 16 anni, nella partita vinta per 5-0 contro il Bray Wanderers. Sono seguite a breve distanza altre tre partite da titolare, in cui la squadra ha collezionato due vittorie e un pareggio senza subire alcuna rete: nell'ultima di queste partite, contro il Cork City, Bazunu ha anche parato un rigore.
Nel luglio del 2018, il portiere ha anche giocato le sue prime due partite in una competizione europea, difendendo i pali dello Shamrock nel doppio spareggio di qualificazione di Europa League contro gli svedesi dell'AIK Solna.

#### L'approdo in Inghilterra e i prestiti
Dopo aver attratto diversi club inglesi ed europei in seguito alle sue prestazioni, Bazunu ha accettato l'offerta del Manchester City, che il 6 settembre del 2018 ha ufficializzato l'ingaggio del portiere per circa 420.000 sterline (circa 500.000 euro), la cifra più alta mai pagata per l'acquisto di un giocatore irlandese non-professionista. Il trasferimento è stato però reso effettivo solo dal febbraio del 2019 in poi, per rispettare sia il volere del giocatore, che voleva completare almeno il ciclo della scuola dell'obbligo in Irlanda, sia le regole relative ai trasferimenti di giocatori minorenni nel Regno Unito, in quanto Bazunu avrebbe dovuto aspettare il compimento dei 17 anni per poter firmare il suo primo contratto da professionista.
Dopo aver giocato per le formazioni giovanili dei Citizens, in cui ha avuto il connazionale Timi Sobowale, Taylor Harwood-Bellis, Eric García e Ian Poveda fra i suoi compagni di squadra, Bazunu ha iniziato a partecipare agli allenamenti della prima squadra e, nell'agosto del 2020, è stato incluso nella squadra diretta all'incontro di ritorno dei sedicesimi di finale di Champions League, contro il Real Madrid, poi vinto 2-1.
Poche settimane dopo, ha rinnovato il proprio contratto con il club fino al 2024, prima di trasferirsi in prestito annuale al Rochdale, in League One. Portiere titolare della squadra per la maggior parte del campionato, non è tuttavia riuscito ad evitare la retrocessione in League Two, con il Rochdale piazzatosi al ventunesimo posto, ad un solo punto dal Wigan.
Per la stagione 2021-2022, invece, Bazunu si è accasato al Portsmouth, sempre in prestito secco e sempre nella terza divisione inglese. Nelle prime cinque partite di campionato, ha mantenuto la propria porta inviolata per 438 minuti (più recuperi) di seguito, prima di essere battuto da Callum Lang nella sconfitta per 1-0 in casa del Wigan, che è stato anche il primo stop per il Pompey dopo quattro risultati utili di fila (tre vittorie e un pareggio).

#### Southampton
Il 17 giugno 2022 viene ceduto a titolo definitivo al Southampton. Il 25 Ottobre 2023 nella sfida fuoricasa di campionato contro il Preston North End al 6' minuto di recupero realizza con un colpo di testa la rete del 2-2 finale. Contribuisce alla promozione del club inglese in Premier League, totalizzando 11 reti inviolate in 41 presenze.
Il 19 Aprile 2024 viene evidenziato un problema al tendine d'achille durante il riscaldamento pre-partita contro il Preston. Il portiere irlandese dovrà restare ai box per 9-10 mesi con il possibile rientro previsto per l'inizio del 2025.

### Nazionale
Ha giocato nelle nazionali giovanili irlandesi Under-17 ed Under-21.
Il 27 marzo 2021 Bazunu ha esordito con la nazionale maggiore, giocando da titolare la partita delle qualificazioni al campionato mondiale del 2022 contro il Lussemburgo, persa per 1-0.
Il 1º settembre 2021, durante un'altra partita dello stesso girone di qualificazione, stavolta contro il Portogallo, Bazunu ha parato un rigore a Cristiano Ronaldo nel primo tempo, anche se lo stesso attaccante avrebbe poi realizzato la doppietta decisiva dell'incontro, vinto per 2-1 in rimonta dai lusitani.

## Statistiche

### Presenze e reti nei club
Statistiche aggiornate al 23 febbraio 2025.
| Stagione           | Squadra            | Campionato         | Campionato | Campionato | Coppe nazionali | Coppe nazionali | Coppe nazionali | Coppe continentali | Coppe continentali | Coppe continentali | Altre coppe | Altre coppe | Altre coppe | Totale | Totale |
| Stagione           | Squadra            | Comp               | Pres       | Reti       | Comp            | Pres            | Reti            | Comp               | Pres               | Reti               | Comp        | Pres        | Reti        | Pres   | Reti   |
| ------------------ | ------------------ | ------------------ | ---------- | ---------- | --------------- | --------------- | --------------- | ------------------ | ------------------ | ------------------ | ----------- | ----------- | ----------- | ------ | ------ |
| 2020-2021          | Rochdale           | FL1                | 29         | -55        | FACup+CdL       | 1+2             | -2 + -2         | -                  | -                  | -                  | FLT         | 0           | 0           | 32     | -59    |
| 2021-2022          | Portsmouth         | FL1                | 44         | -51        | FACup+CdL       | 2+0             | -2              | -                  | -                  | -                  | FLT         | 0           | 0           | 46     | -53    |
| 2022-2023          | Southampton        | PL                 | 32         | -56        | FACup+CdL       | 1+4             | -1 + -4         | -                  | -                  | -                  | -           | -           | -           | 37     | -61    |
| 2023-2024          | Southampton        | FLC                | 41         | -54        | FACup+CdL       | 0+0             | 0+0             | -                  | -                  | -                  | -           | -           | -           | 41     | -54    |
| 2024-gen. 2025     | Southampton        | PL                 | 0          | 0          | FACup+CdL       | 0+0             | 0+0             | -                  | -                  | -                  | -           | -           | -           | 0      | 0      |
| Totale Southampton | Totale Southampton | Totale Southampton | 73         | -110       |                 | 5               | -5              |                    | -                  | -                  |             | -           | -           | 78     | -115   |
| gen.-giu. 2025     | Standard Liegi     | D1                 | 3          | -7         | CB              | 0               | 0               | -                  | -                  | -                  | -           | -           | -           | 3      | -7     |
| Totale carriera    | Totale carriera    | Totale carriera    | 149        | -223       |                 | 10              | -11             |                    | -                  | -                  |             | 0           | 0           | 159    | -234   |

### Cronologia presenze e reti in nazionale
| Cronologia completa delle presenze e delle reti in nazionale ― Irlanda | Cronologia completa delle presenze e delle reti in nazionale ― Irlanda | Cronologia completa delle presenze e delle reti in nazionale ― Irlanda | Cronologia completa delle presenze e delle reti in nazionale ― Irlanda | Cronologia completa delle presenze e delle reti in nazionale ― Irlanda | Cronologia completa delle presenze e delle reti in nazionale ― Irlanda | Cronologia completa delle presenze e delle reti in nazionale ― Irlanda | Cronologia completa delle presenze e delle reti in nazionale ― Irlanda |
| Data                                                                   | Città                                                                  | In casa                                                                | Risultato                                                              | Ospiti                                                                 | Competizione                                                           | Reti                                                                   | Note                                                                   |
| ---------------------------------------------------------------------- | ---------------------------------------------------------------------- | ---------------------------------------------------------------------- | ---------------------------------------------------------------------- | ---------------------------------------------------------------------- | ---------------------------------------------------------------------- | ---------------------------------------------------------------------- | ---------------------------------------------------------------------- |
| 27-3-2021                                                              | Dublino                                                                | Irlanda                                                                | 0 – 1                                                                  | Lussemburgo                                                            | Qual. Mondiali 2022                                                    | -1                                                                     |                                                                        |
| 30-3-2021                                                              | Debrecen                                                               | Qatar                                                                  | 1 – 1                                                                  | Irlanda                                                                | Amichevole                                                             | -1                                                                     | 7’                                                                     |
| 3-6-2021                                                               | Andorra la Vella                                                       | Andorra                                                                | 1 – 4                                                                  | Irlanda                                                                | Amichevole                                                             | -1                                                                     |                                                                        |
| 8-6-2021                                                               | Budapest                                                               | Ungheria                                                               | 0 – 0                                                                  | Irlanda                                                                | Amichevole                                                             | -                                                                      | 45’                                                                    |
| 1-9-2021                                                               | Faro                                                                   | Portogallo                                                             | 2 – 1                                                                  | Irlanda                                                                | Qual. Mondiali 2022                                                    | -2                                                                     |                                                                        |
| 4-9-2021                                                               | Dublino                                                                | Irlanda                                                                | 1 – 1                                                                  | Azerbaigian                                                            | Qual. Mondiali 2022                                                    | -1                                                                     |                                                                        |
| 7-9-2021                                                               | Dublino                                                                | Irlanda                                                                | 1 – 1                                                                  | Serbia                                                                 | Qual. Mondiali 2022                                                    | -1                                                                     |                                                                        |
| 9-10-2021                                                              | Baku                                                                   | Azerbaigian                                                            | 0 – 3                                                                  | Irlanda                                                                | Qual. Mondiali 2022                                                    | -                                                                      |                                                                        |
| 11-11-2021                                                             | Dublino                                                                | Irlanda                                                                | 0 – 0                                                                  | Portogallo                                                             | Qual. Mondiali 2022                                                    | -                                                                      |                                                                        |
| 14-11-2021                                                             | Lussemburgo                                                            | Lussemburgo                                                            | 0 – 3                                                                  | Irlanda                                                                | Qual. Mondiali 2022                                                    | -                                                                      |                                                                        |
| 24-9-2022                                                              | Glasgow                                                                | Scozia                                                                 | 2 – 1                                                                  | Irlanda                                                                | UEFA Nations League 2022-2023 - 1º turno                               | -2                                                                     |                                                                        |
| 27-9-2022                                                              | Dublino                                                                | Irlanda                                                                | 3 – 2                                                                  | Armenia                                                                | UEFA Nations League 2022-2023 - 1º turno                               | -2                                                                     |                                                                        |
| 17-11-2022                                                             | Dublino                                                                | Irlanda                                                                | 1 – 2                                                                  | Norvegia                                                               | Amichevole                                                             | -2                                                                     |                                                                        |
| 27-3-2023                                                              | Dublino                                                                | Irlanda                                                                | 0 – 1                                                                  | Francia                                                                | Qual. Euro 2024                                                        | -1                                                                     |                                                                        |
| 16-6-2023                                                              | Atene                                                                  | Grecia                                                                 | 2 – 1                                                                  | Irlanda                                                                | Qual. Euro 2024                                                        | -2                                                                     |                                                                        |
| 19-6-2023                                                              | Dublino                                                                | Irlanda                                                                | 3 – 0                                                                  | Gibilterra                                                             | Qual. Euro 2024                                                        | -                                                                      |                                                                        |
| 7-9-2023                                                               | Parigi                                                                 | Francia                                                                | 2 – 0                                                                  | Irlanda                                                                | Qual. Euro 2024                                                        | -2                                                                     |                                                                        |
| 10-9-2023                                                              | Dublino                                                                | Irlanda                                                                | 1 – 2                                                                  | Paesi Bassi                                                            | Qual. Euro 2024                                                        | -2                                                                     | 18’                                                                    |
| 13-10-2023                                                             | Dublino                                                                | Irlanda                                                                | 0 – 2                                                                  | Grecia                                                                 | Qual. Euro 2024                                                        | -2                                                                     |                                                                        |
| 16-10-2023                                                             | Faro                                                                   | Gibilterra                                                             | 0 – 4                                                                  | Irlanda                                                                | Qual. Euro 2024                                                        | -                                                                      |                                                                        |
| 18-11-2023                                                             | Amsterdam                                                              | Paesi Bassi                                                            | 1 – 0                                                                  | Irlanda                                                                | Qual. Euro 2024                                                        | -1                                                                     |                                                                        |
| 26-3-2024                                                              | Dublino                                                                | Irlanda                                                                | 0 – 1                                                                  | Svizzera                                                               | Amichevole                                                             | -1                                                                     |                                                                        |
| Totale                                                                 |                                                                        | Presenze                                                               | 22                                                                     |                                                                        | Reti                                                                   | -24                                                                    |                                                                        |